# Rutschebanen, Tivoli

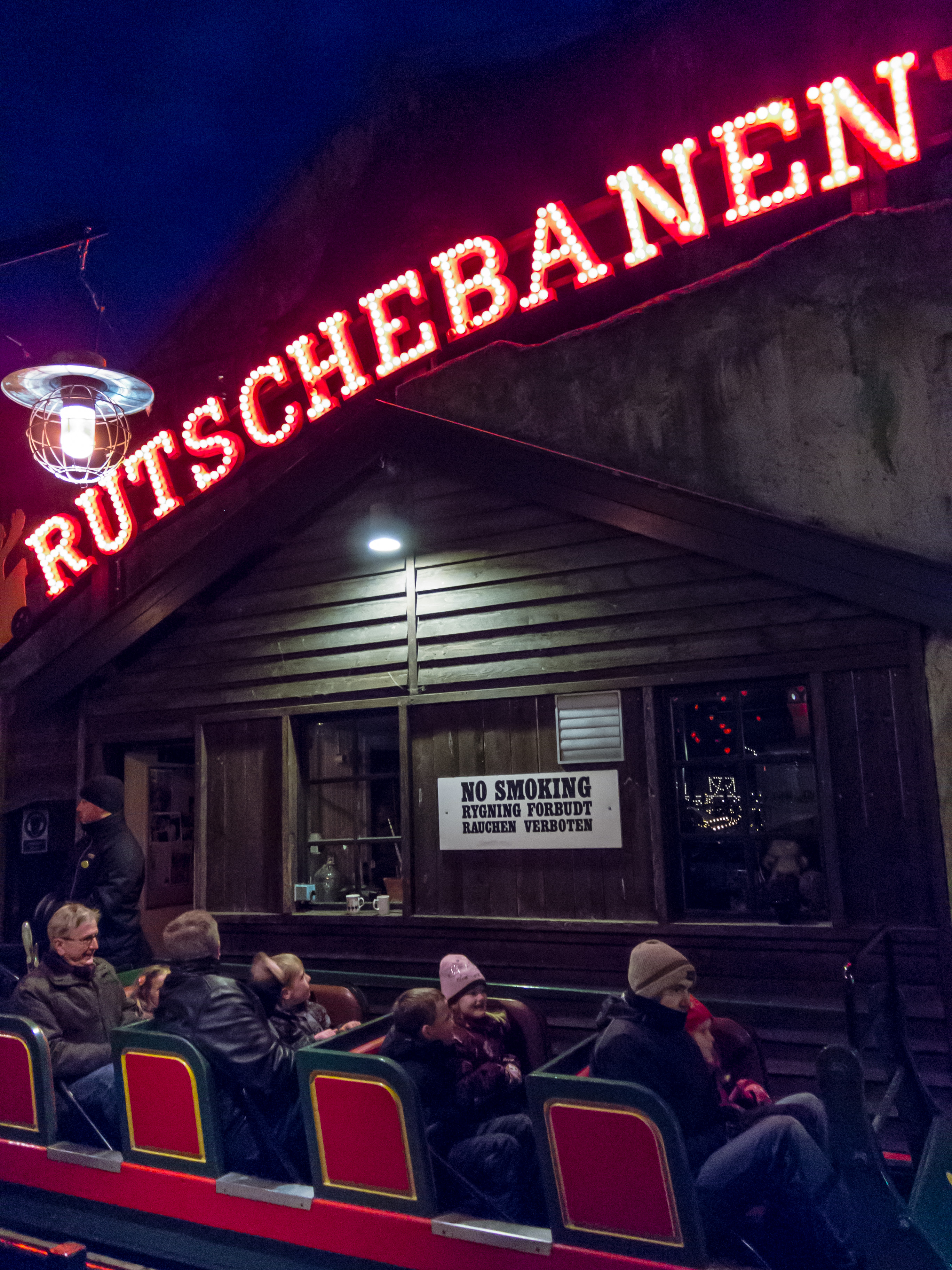
Rutschebanen.

Rutschebanen är en berg- och dalbana på Tivoli i Köpenhamn som körde sin första åktur i juni 1914. Banan är både den största och den äldsta åkattraktionen på Tivoli.

## Utformning
Tivolis Rutschebanen är 625 meter lång och högsta fart är ungefär 58 km/h. Den är en av världens äldsta ännu fungerade berg- och dalbanor av trä och har varit i kontinuerlig drift ända sedan öppnandet.  Den är konstruerad så att den endast tillförs energi på den första uppförsbacken, och därefter drivs den endast av tyngdkraften. På varje vagn finns en vagnförare, med ansvar för att bromsa vagnen i kurvorna så att hastigheten inte blir för hög.

## Historik
Uppgifter finns att Rutschebanen inte byggdes på plats i Köpenhamn. Den skulle i så fall konstruerats för 1914 års Baltiska utställningen i Malmö. Efter stängningen av utställningen skulle banan ha sålts till Tivoli.
Ovanstående uppgifter är dock en ofta spridd myt. Dessutom är de orimliga eftersom Rutschebanen i Tivoli i Köpenhamn körde sin första åktur den 12 juni 1914, medan Baltiska utställningen varade mellan maj och oktober 1914.

## Jämför Bakken
Det finns även en liknande attraktion på Nordens äldsta nöjespark Dyrehavsbakken, cirka 15 km norr om centrala Köpenhamn. 